# Brachyscelidae
Brachyscelidae é uma família de anfípodes pertencentes à ordem Amphipoda.
Género:
- Brachyscelus Spence Bate, 1861